# Liste der denkmalgeschützten Objekte in Klagenfurt am Wörthersee-Tentschach
Die Liste der denkmalgeschützten Objekte in Klagenfurt am Wörthersee-Tentschach enthält die denkmalgeschützten, unbeweglichen Objekte der Katastralgemeinde Tentschach der Gemeinde Klagenfurt am Wörthersee.

## Denkmäler
| Foto |                 | Denkmal                                             | Standort                                       | Beschreibung | Metadaten |
| ---- | --------------- | --------------------------------------------------- | ---------------------------------------------- | --- | --- |
| ja   | Datei hochladen | Schloss Tentschach HERIS-ID: 35771 Objekt-ID: 34570 | Tentschacher Straße 56 Standort KG: Tentschach | Schloss Tentschach ist ein im 16. Jahrhundert entstandenes Schloss, das auf eine Burg aus dem 13. Jahrhundert zurückgeht. | BDA-Hist.: Q1735019 Status: Bescheid Stand der BDA-Liste: 2025-06-30 Name: Schloss Tentschach GstNr.: 55 Schloss Tentschach |